# バレーボールサウジアラビア男子代表
バレーボールサウジアラビア男子代表は、バレーボールの国際大会で編成されるサウジアラビアの男子バレーボールナショナルチームである。

## 歴史
1964年に国際バレーボール連盟へ加盟。第2回大会の1979年アジア選手権に初出場。アジア選手権の最高位は2001年の第11回大会の8位である。2006年アジア競技大会では準々決勝で格上の第1シード国の日本を3-0のストレートで破り、初の銅メダルを獲得した。
しかし、2007年以降のアジア選手権に出場せず、世界選手権大陸予選も2006年予選、2010年予選ともにエントリーしながら棄権したため、2010年1月付のFIVBランキングは獲得ポイント0の115位へ落ち込んでいる。自国リーグにはイラン、カタールと並ぶアジア屈指の強豪クラブを抱えているものの、ナショナルチームとしての国際大会での経験は乏しい。

## 過去の成績

### オリンピックの成績
- 出場なし

### 世界選手権の成績
- 1998年 - アジア予選敗退
- 2002年 - アジア予選敗退
- 2006年 - アジア予選棄権
- 2010年 - アジア予選棄権

### アジア選手権の成績
- 1979年 - 9位
- 1987年 - 13位
- 1991年 - 13位
- 2001年 - 8位
- 2003年 - 12位
- 2007年 - 12位